# Yailín la Más Viral
Georgina Guillermo Díaz (Santo Domingo Este, 4 de julio de 2002), conocida por su nombre artístico Yailín La Más Viral, es una cantante, bailarina y empresaria dominicana.  
Inició su carrera como bailarina, para luego ingresar en la música, incursionando en diversos géneros, como dembow, reguetón, bachata, trap, merengue, mariachi y cumbia. En 2024 firmó por el sello Roc Nation.

## Primeros años y familia
Jorgina Lulú Guillermo Díaz nació el 4 de julio de 2002, en Santo Domingo Este, República Dominicana; es hija de Jorge Guillermo Redman y Wanda Díaz Núñez.
Su padre falleció en un accidente de tránsito cuando Jorgina tenía 9 años. Es media hermana, por parte materna, de la influencer Kimberly Michell Díaz, más conocida como "Mami Kim".

## Carrera
Yailín firmó con la disquera Akino Mundial Music en 2019. En agosto de 2020 lanzó «Quién me atraca a mí (Remix)» con Haraca Kiko, En diciembre de 2020 lanzó «Yo no me voy a acostar» con Tokischa y La Perversa. Rápidamente, ganó popularidad en TikTok en 2021 después de lanzar la exitosa canción «Chivirika» con El Villano RD. El video alcanzó más de 50 millones de visualizaciones en YouTube. En abril de 2022, Yailín comenzó su primera gira de conciertos en los Estados Unidos.
Yailín participó en el cuarto álbum de estudio en solitario y quinto en general del cantante puertorriqueño Anuel AA, LLNM2. El 31 de marzo de 2022, Anuel AA y Yailín estrenaron el sencillo debut «Si Tú Me Busca», con más de 100 millones de vistas en YouTube. La canción fue producida por Súbelo Neo. El 9 de diciembre de 2022, participó en «La Máquina», en colaboración con Anuel AA, Jowell y Randy y De la Ghetto, cuyo video en YouTube supera los 30 millones de visitas. Posteriormente, el 4 de enero de 2023, participó en el sencillo «Del Kilo» en conjunto con Anuel AA y Treintaisiete, con más de 40 millones de visitas en YouTube.
El 17 de octubre de 2022, Yailín participó en el remix de «Soy Mama» en colaboración con La Insuperable, Cardi B, y Farina, cuyo video alcanzó más de 30 millones de visitas en YouTube. El 21 de febrero de 2023, en colaboración con Menor Queen, participó en el sencillo «Chikilio», video con más de 5 millones de visitas en YouTube. El 11 de mayo de 2023, lanzó su sencillo llamado «Solo tu y yo», nominado a Premios Soberano 2024 junto al cantante Shadow Blow, con más de 61 millones de visualizaciones en YouTube. El 16 de junio de 2023, junto a 6ix9ine estrenaron el sencillo debut «Pa ti», con más de 100 millones de visualizaciones en YouTube. Posteriormente, estrenaron el sencillo «Shaka Laka» en colaboración con Kodak Black.
Desde entonces, Yailín "La Más Viral" ha lanzado múltiples sencillos, incluyendo "Narcisista", "MÍA", "FEEFAFO" (junto a 6ix9ine, Ben El y Bad Bxtch).
La canción "MÍA" está dedicada a su hija Cattleya, y el videoclip —disponible en YouTube— ofrece una mirada íntima a su relación como madre e hija.
El 26 de febrero de 2024, presentó su sencillo en solitario "NOTA", seguido por "ME ENCANTAS" (Live Performance), publicado el 31 de marzo. Poco después, el 3 de abril, lanzó su esperado álbum "RESILIENCIA", que incluye temas como "DM", "69", "Sola" y "Amigos". El 4 de julio de 2024 estrenó su primer merengue titulado "Mal de Amor". Más adelante, el 25 de julio, lanzó "Te La Parto Remix", una colaboración con una artista dominicana, siendo su primera producción musical tras su separación de 6ix9ine. Posteriormente, colaboró con Jey One en el tema "Ni un Ki Ki".
Entre otros lanzamientos destacan "Perdí Mi Tiempo", "Step Up" (junto al rapero Lil Tjay), y "Dale 2" con un artista dominicano, acumulando en conjunto más de 18 millones de visualizaciones.
Sus temas más populares recientemente, incluyen: "Chapa" (134 millones), "Bing Bong" (232 millones), "Silla" (113 millones), NSSI, Ahí vienen, Yo no olvido, Somos panas, Todos mienten y Malo Remix.

## Vida personal
Yailín y el cantante puertorriqueño Anuel AA, confirmaron su relación a través de una publicación en la red social Instagram en enero de 2022. Posteriormente, en junio de 2022 la pareja contrajo matrimonio. En febrero de 2023, la pareja anunció su separación.  En marzo de 2023, nació su primera hija, fruto de su relación con Anuel, llamada Cattleya.
En 2023, tras el divorcio con Anuel AA, la cantante dominicana comenzó su relación con el rapero estadounidense 6ix9ine (Daniel Hernández), la que se dio a conocer a través de sus redes sociales. La pareja llamó la atención de los medios debido a su exposición mediática y las colaboraciones musicales que realizaron durante el período en el que estuvieron juntos. Sin embargo, la misma también estuvo marcada por controversias y rumores en torno a su estabilidad. A pesar de la atención mediática que recibieron, la relación culminó en agosto de 2024, según fue confirmado por ambos artistas. Esta separación se produjo tras varios rumores y especulaciones sobre la situación entre ambos.

## Controversias
En julio de 2023, Yailín acusó a su expareja Anuel AA, de violencia de género, por presunta agresión física durante el embarazo de su hija, Cattleya.
En julio del mismo año, Yailín no asistió a los Premios Juventud y abandonó Puerto Rico junto a 6ix9ine (Daniel Hernández), por la presunta prohibición del rapero en los Premios Juventud.
En diciembre del mismo año, fue arrestada en el Condado de Palm Beach, Florida, acusada de agresión agravada con arma mortal y obstrucción a la justicia, en relación con un ataque al rapero 6ix9ine (Daniel Hernández), fuera de su casa. Surgieron videos de ella discutiendo con él, en el que se le puede ver que daña su auto y lo golpea con un trozo de madera. Fue ingresada en la cárcel y posteriormente puesta en libertad con una fianza de 9.000 dólares tras su audiencia judicial.

## Premios y nominaciones
En el año 2023, fue nominada en los Premios Juventud 2023 en la categoría «Mejor Colaboración Dembow» con Cardi B, Farina y La Insuperable.
En el 2024, ha sido nominada en Premios Soberano, en la categoría «Mejor Colaboración del Año» con el artista también dominicano Shadow Blow, por la canción «Sólo tú y yo».
En el 2025, recibió tres nominaciones a Premios Heat 2025 como: Urbano dominicano, Canción Viral: Bing Bong y Fandom del año: Team Chivirikas, siendo ganadora de las categorías Urbano dominicano y Fandom del año.
También fué nominada en tres categorías más pero esta vez en los premios Tu Música 2025 como: Artista Dembow, Canción Dembow (Bing Bong) y Emergente Femenino, siendo ganadora de las categorías: Artista Dembow y Canción Dembow.